# 모로코 여자 축구 국가대표팀
모로코 여자 축구 국가대표팀은 모로코를 대표하는 여자 축구 국가대표팀으로 모로코 왕립 축구 연맹에서 관리 및 감독한다. 1998년 7월 5일 남아프리카 공화국을 상대로 첫 국제 경기를 치렀으며 1 - 1로 무승부를 거두었다.

## 국제 대회 경력

### FIFA 여자 월드컵
2023년 FIFA 여자 월드컵 아프리카 지역 예선격인 2022년 아프리카 여자 네이션스컵에서 준우승의 기적을 일으키면서 사상 첫 월드컵 본선행 티켓을 거머쥐었다.
2023년 FIFA 여자 월드컵에 처음 월드컵에 출전하며 16강에 진출하였다.

### 아프리카 여자 네이션스컵
팀이 결성된 이후 예선 상대이던 케냐가 기권하면서 1998년 대회 본선에 처음으로 출전한 뒤 아프리카 여자 네이션스컵 본선에 3번 출전하여 이 가운데 홈에서 열린 2022년 대회에서 사상 처음으로 준우승을 차지하는 돌풍을 일으키며 모로코 여자 축구 역사상 역대 메이저 대회 최고 성적을 수립했을 뿐만 아니라 호주와 뉴질랜드에서 열리는 2023년 FIFA 여자 월드컵에 아랍 국가로는 사상 최초로 FIFA 여자 월드컵 본선에 진출하는 영예를 안았다.

### 아랍 여자 축구 선수권 대회
이집트 알렉산드리아에서 열린 2006년 대회에 참가하여 레바논, 이집트를 차례로 꺾었고 알제리에게는 패하면서 준우승을 차지했다.

### 북아프리카 여자 축구 선수권 대회
2020년 대회에 참가하여 4전 전승으로 우승을 차지하면서 사상 첫 국제 대회 우승을 맛보았다.

## 성적

### FIFA 여자 월드컵
| FIFA 여자 월드컵 기록 | FIFA 여자 월드컵 기록 | FIFA 여자 월드컵 기록 | FIFA 여자 월드컵 기록 | FIFA 여자 월드컵 기록 | FIFA 여자 월드컵 기록 | FIFA 여자 월드컵 기록 | FIFA 여자 월드컵 기록 | FIFA 여자 월드컵 기록 | FIFA 여자 월드컵 기록 |
| 년도                  | 결과                  | 경기                  | 승                    | 무*                   | 패                    | 득점                  | 실점                  | 득실차                |                       |
| --------------------- | --------------------- | --------------------- | --------------------- | --------------------- | --------------------- | --------------------- | --------------------- | --------------------- | --------------------- |
| 1991                  | 불참                  | 불참                  | 불참                  | 불참                  | 불참                  | 불참                  | 불참                  | 불참                  |                       |
| 1995                  | 불참                  | 불참                  | 불참                  | 불참                  | 불참                  | 불참                  | 불참                  | 불참                  |                       |
| 1999                  | 지역 예선 탈락        | 지역 예선 탈락        | 지역 예선 탈락        | 지역 예선 탈락        | 지역 예선 탈락        | 지역 예선 탈락        | 지역 예선 탈락        | 지역 예선 탈락        |                       |
| 2003                  | 지역 예선 탈락        | 지역 예선 탈락        | 지역 예선 탈락        | 지역 예선 탈락        | 지역 예선 탈락        | 지역 예선 탈락        | 지역 예선 탈락        | 지역 예선 탈락        |                       |
| 2007                  | 지역 예선 탈락        | 지역 예선 탈락        | 지역 예선 탈락        | 지역 예선 탈락        | 지역 예선 탈락        | 지역 예선 탈락        | 지역 예선 탈락        | 지역 예선 탈락        |                       |
| 2011                  | 지역 예선 탈락        | 지역 예선 탈락        | 지역 예선 탈락        | 지역 예선 탈락        | 지역 예선 탈락        | 지역 예선 탈락        | 지역 예선 탈락        | 지역 예선 탈락        |                       |
| 2015                  | 지역 예선 탈락        | 지역 예선 탈락        | 지역 예선 탈락        | 지역 예선 탈락        | 지역 예선 탈락        | 지역 예선 탈락        | 지역 예선 탈락        | 지역 예선 탈락        |                       |
| 2019                  | 지역 예선 탈락        | 지역 예선 탈락        | 지역 예선 탈락        | 지역 예선 탈락        | 지역 예선 탈락        | 지역 예선 탈락        | 지역 예선 탈락        | 지역 예선 탈락        |                       |
| 2023                  | 16강                  | 4                     | 2                     | 0                     | 2                     | 2                     | 10                    | –8                    |                       |
| 2027                  | 미정                  | 미정                  | 미정                  | 미정                  | 미정                  | 미정                  | 미정                  | 미정                  |                       |
| Total                 | 1/9                   | 4                     | 2                     | 0                     | 2                     | 2                     | 10                    | –8                    |                       |

*Draws include knockout matches decided on penalty kicks.

### 올림픽 축구
- 1996년 ~ 2004년: 불참
- 2008년 ~ 2012년: 진출 실패
- 2016년: 불참
- 2020년: 진출 실패
- 2024년: 진출 실패

### 아프리카 여자 네이션스컵
- 1991년 ~ 1995년: 불참
- 1998년 ~ 2000년: 조별리그
- 2002년: 진출 실패
- 2004년: 불참
- 2008년 ~ 2018년: 진출 실패
- 2022년: 준우승
- 2024년: 준우승

### 아랍 여자 축구 선수권 대회
- 2006년: 준우승

### 북아프리카 여자 축구 선수권 대회
- 2009년: 기권
- 2020년: 우승

## 같이 보기
- 모로코 축구 국가대표팀
- 북아프리카 축구 연맹